# Atlas von Mauretanien

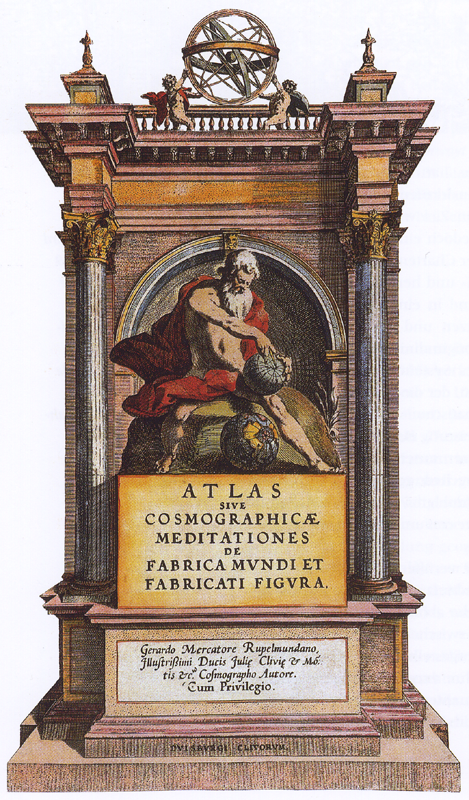
Titelkupfer zum Atlas Gerhard Mercators, der ein Jahr nach dessen Tod von seinem Sohn Rumold Mercator veröffentlicht wurde

Atlas von Mauretanien ist ein von Gerhard Mercator aus der antiken Überlieferung erschlossener mythischer König, der bei Diodor als weiser Kenner der Gestirne und ihrer Kugelgestalt genannt sei. Bei Diodor ist dieser König zugleich auch der Titan.
Seine Deutung der Atlas-Mythologie erläuterte Gerhard Mercator im Vorwort seines 1595 postum erschienen Atlas sive cosmographicae meditationes de fabrica mundi et fabricati figura („Atlas oder weltbeschreibende (kosmographische) Überlegungen über die Schöpfung der Welt und die Gestalt der Schöpfung“). Mercators „Atlas von Mauretanien“ wurde damit der Namensgeber der Atlanten in der Kartografie.
Atlas von Mauretanien gehört in den Sagenkreis um den Titanen Atlas.
Der Jesuit Giovanni Riccioli benannte in seinem Neuen Almagest (1651) einen Mondkrater nach Atlas dem König von Mauretanien, dieser soll laut seiner Chronologie um 1590 v. Chr. gewirkt haben, 1935 wurde der Mondkrater Atlas mit Bezug auf den Titanen Atlas von der IAU übernommen.

## Belege
1. ↑  Diodor, Buch 3, 60 und 4, 27.
2. ↑  Gerhard Mercator im Vorwort seines 1595 postum erschienen Atlas sive Cosmographicae Meditationes de Fabrica Mundi et Fabricati Figura
3. ↑  Friedrich Kluge: Etymologisches Wörterbuch der deutschen Sprache, 6. Auflage, 2. Abdruck, 1905, S. 22 eingeschränkte Vorschau in der Google-Buchsuche.
4. ↑  Konrad Wernicke: Atlas 3. In: Paulys Realencyclopädie der classischen Altertumswissenschaft (RE). Band II,2, Stuttgart 1896, Sp. 2119–2133 (Abschnitt II. Deutung).
5. ↑  Giovanni Riccioli: Almagestum novum astronomiam veterem novamque complectens observationibus aliorum et propriis novisque theorematibus, problematibus ac tabulis promotam, Bd. I-III, Bologna 1651;